# Vimbodí i Poblet
Vimbodí i Poblet est une commune espagnole de Catalogne, située dans la comarque de la Conca de Barberà (province de Tarragone). 

## Histoire
- Abris sous roche préhistorique du Molí del Salt daté du Paléolithique tardif/Mésolithique.

## Économie
- Agriculture (vigne, noisette, amandes...)
- Elevage
- Liqueurs artisanales On the Rocks

## Lieux et monuments
- Monastère cistercien de Santa Maria de Poblet
- Musée du verre
- Château de Milmanda
- Château de Riudabella